# Гартаначка
Гартаначка — зливана каша, вид пшоняної каші, популярної на Чернігівщині. Готується кількома людьми в казані на вогнищі.
Унікальність страви в тому, що вона замінює і основну страву, і гарнір, адже до складу цієї каші входять м'ясо і картопля.
21 вересня 2019 під час святкування дня Носівської ОТГ проводився конкурс «Гартаначка — улюблена страва Носівщини».
9 жовтня 2018 року гартаначка була додано до списку нематеріальної культурної спадщини Чернігівщини